# Claviger piochardi piochardi
Claviger piochardi piochardi é uma subespécie de insetos coleópteros polífagos pertencente à família Staphylinidae.
A autoridade científica da subespécie é Saulcy, tendo sido descrita no ano de 1874.
Trata-se de uma subespécie presente no território português.